# Kurfiřt

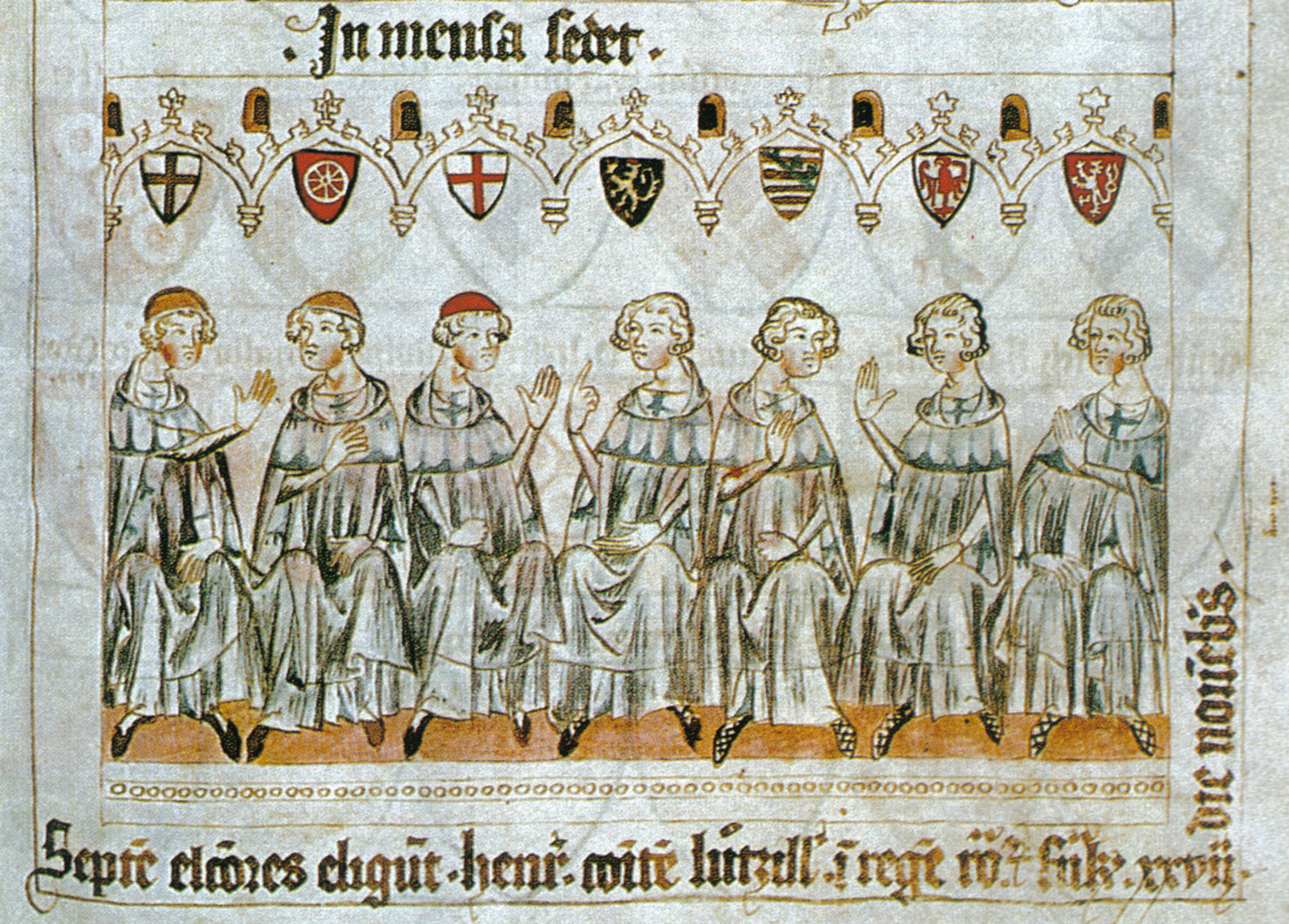
Kurfiřti volí Jindřicha VII. římským králem. Zleva (podle znaků): arcibiskupové kolínský, mohučský a trevírský, falckrabě rýnský, vévoda saský, markrabě braniborský, král český (Codex Balduineus).

Kurfiřtský hodnostní klobouk

Novější varianta kurfiřtského heraldického klobouku

Kurfiřt (přejatý výraz z němčiny – Kurfürst, složenina ze slov küren tzn. volit a der Fürst tzn. kníže) byl říšský kníže s právem volit panovníka Svaté říše římské.

## Původní kurfiřti
Původně volila krále všechna říšská knížata, nárok byl poprvé uplatněn roku 1198. Kolem poloviny 13. století se počet knížat volitelů (nazývaných nyní kurfiřty) ustálil na sedmi, což v roce 1356 formálně vyjádřil císař Karel IV. svojí Zlatou bulou. Kurfiřti byli zároveň držiteli nejvyšších říšských úřadů.
Těchto původních sedm bylo:
tři duchovní:
- arcibiskup mohučský (jako říšský kancléř pro německou část říše)
- arcibiskup kolínský (jako říšský kancléř pro Itálii)
- arcibiskup trevírský (jako říšský kancléř pro Burgundsko)

čtyři světští:
- král český (jako nejvyšší číšník)
- falckrabě rýnský (jako nejvyšší stolník)
- vévoda saský (jako nejvyšší maršálek)
- markrabě braniborský (jako nejvyšší komorník)

## Nově ustanovení kurfiřti
V průběhu třicetileté války byl rýnský falckrabě Fridrich V., bojující proti císaři, zbaven svých držav Horní a Dolní Falce včetně kurfiřtské hodnosti, jež byly v roce 1623 uděleny bavorskému vévodovi Maxmiliánovi I. Vestfálským mírem z roku 1648 byla poté rýnská (Dolní) Falc navrácena synovi Fridricha Falckého Karlu Ludvíkovi a současně mu byla udělena nová kurfiřtská hodnost. Počet volitelů se tak zvýšil na osm. 
Dalším, devátým kurfiřtem byl v roce 1692 jmenován vévoda Brunšvicko-lüneburský (následně nazýván kurfiřtem hannoverským).
- vévoda bavorský
- vévoda brunšvicko-lüneburský (kurfiřt hannoverský)

V souvislosti s napoleonskými válkami byla zrušena církevní kurfiřtství trevírská a kolínská a mohučské bylo převedeno do Řezna. Naopak byla vytvořena čtyři další světská kurfiřtství:
- kníže řezenský
- markrabě bádenský
- lankrabě hesensko-kasselský
- vévoda würzburský
- vévoda württemberský
- vévoda solnohradský (v roce 1805 převedeno do Würzburgu)

Po zániku Svaté říše římské v roce 1806 pozbyl titul kurfiřta opodstatnění (tj. volba císaře) a většina tehdejších kurfiřtů přijala jiné tituly. Jediný panovník, který pokračoval v užívání titulu kurfiřta, byl lankrabě hesensko-kasselský (tzv. Kurhessenský), a to z prestižních důvodů, aby si uchoval postavení seniora Hesenského domu vůči nově povýšenému velkovévodovi Hesensko-Darmštadtskému. Vládci Hesensko-Kasselska udrželi kurfiřtský titul a vládu až do porážky v prusko-rakouské válce a zániku samostatného státu v letech 1866–1867.

## Kurfiřtské klobouky a insignie

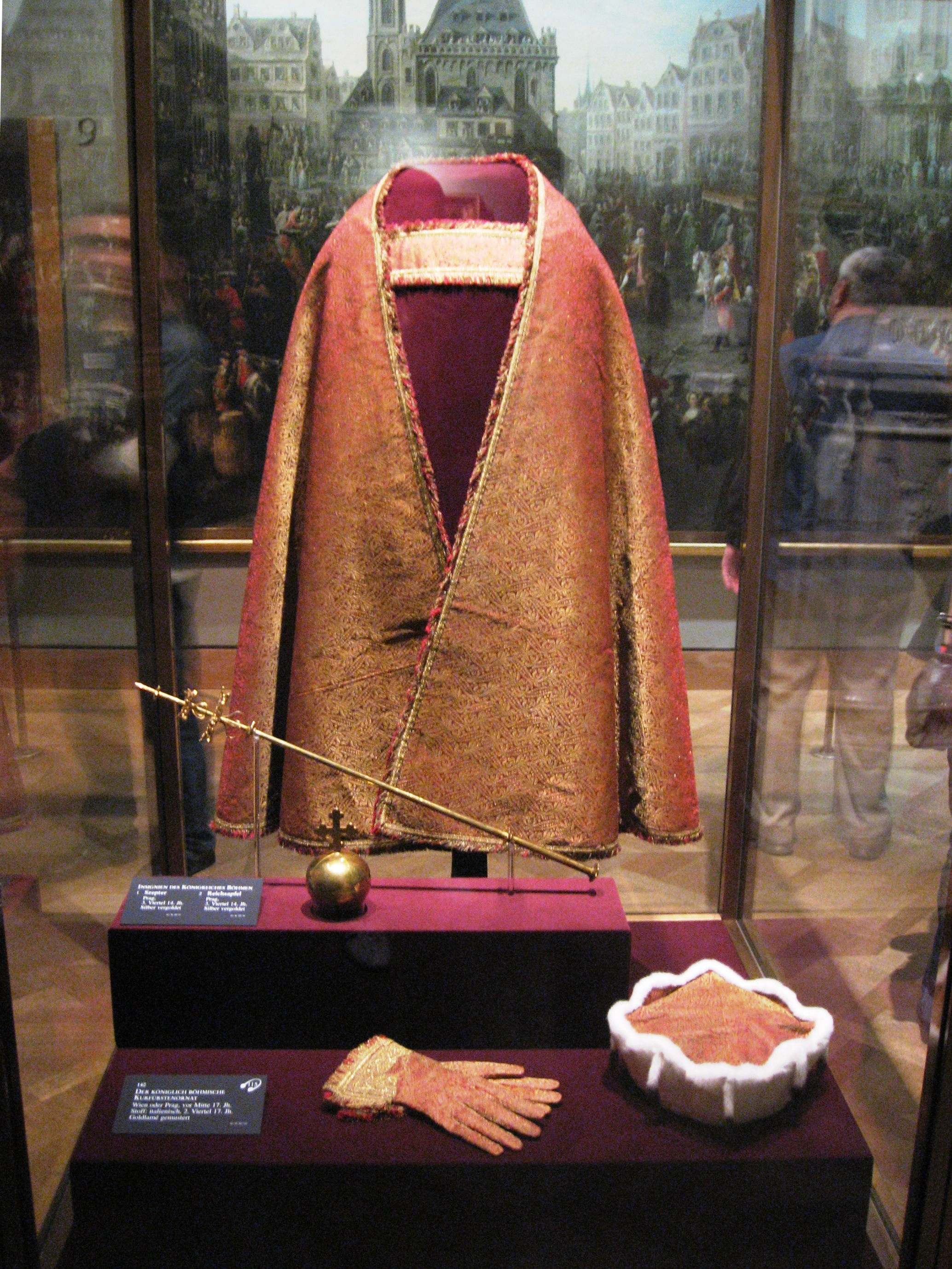
České královské a kurfiřtské insignie

Symboly kurfiřtského úřadu, jejich hodnostní klobouky, případně pláště a další součásti slavnostního hávu, se na rozdíl od královských korun dochovaly jen vzácně, neboť byly vyrobeny z látky a tedy z pomíjivého materiálu. Dodnes se dochoval kurfiřtský klobouk český cca z roku 1640. Spolu s pláštěm a rukavicemi je přechováván ve Světské klenotnici vídeňského Dvorního hradu. Braniborský kurfiřtský klobouk zhruba z roku 1650 je uložen v pokladnici (dómském muzeu) katedrály v Halberstadtu a saský klobouk z doby kolem roku 1675 se nachází ve sbírkách královské zbrojnice na drážďanském zámku. Spolu s kloboukem se ve sbírkách zbrojnice nachází i kurfiřtský ceremoniální meč vyrobený přibližně v roce 1425. V roce 2013 byla podle nálezu z hrobu vyrobena replika falckého klobouku kurfiřta Jana Viléma pro město Düsseldorf, která je dočasně přechovávána při vévodském mauzoleu v kostele svatého Ondřeje. Replika hannoverského klobouku je přechovávána v Bomannově muzeu v Celle a byla v roce 2014 prezentována na výstavě o hannoverské dynastii.